# سلام الثلاثين عاما

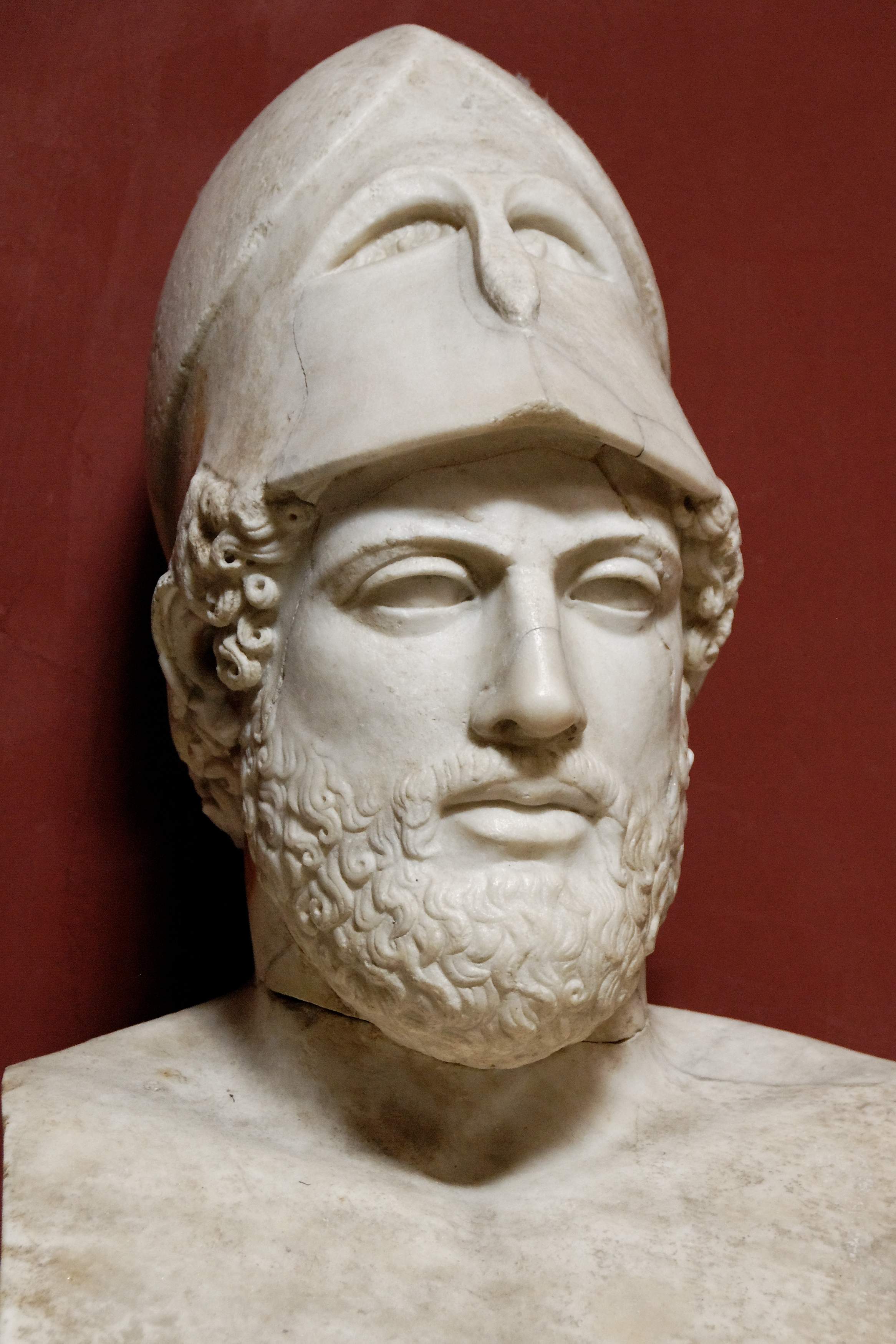
تمثال نصفي لبريكليس عليه نقش «بريكليس ابن زانثيبوس الأثيني». نسخة رومانية من الرخام بعد أصل يوناني من كاليفورنيا. 430 ق.

سلام الثلاثين عامًا، هي معاهدة وُقِعت بين الولايات اليونانية القديمة أثينا وإسبرطة، في عام 446/445 قبل الميلاد. وقد وضعت المعاهدة حدًا للنزاع المعروف باسم الحرب البيلوبونيسية الأولي، التي كانت مستعرة منذ عام 460 قبل الميلاد.

## نظرة عامة
لقد كان الغرض من المعاهدة هو منع نشوب حرب أخرى. في نهاية المطاف، فشلت معاهدة السلام في تحقيق هدفها، مع اندلاع الحرب البيلوبونيسية الثانية في عام 431 قبل الميلاد.
اُجبِرت أثينا على التخلي عن جميع ممتلكاتها في البيلوبونيز والتي شملت الموانئ الميغارية في نيسيه وباغاي مع تروزين وآخايا في ارغولس؛ غير أن الإسبرطيين وافقوا على السماح للأثينيين بالاحتفاظ بنوباكتاس. هذا أيضًا استبعد نزاعًا مسلحًا بين إسبرطة وأثينا إذا أرادت على الأقل واحدة من الاثنتين تحكيم. ويمكن لبوليس المحايدة الانضمام إلى أي من الجانبين (أي إسبرطة أو أثينا) وهذا يعني أن هناك قائمة رسمية من الحلفاء لكل جانب. ستُبقِي أثينا وإسبرطة جميع الأقاليم الأخرى في انتظار التحكيم. كما اعترفت بكلا التحالفان باعتبارهما مشروعين، دفعة لأثينا وإمبراطوريتها التي شكلت حديثا في بحر إيجه.
الا أن سلام الثلاثين عامًا لم يدم سوي 15عامًا. وانتهي الأمر عندما أعلن الإسبارطيون الحرب على الأثينيين. وخلال السلام إتخذ الأثينيون خطوات في تقويض الهدنة. شاركت أثينا في النزاع على ابيدامنوس وكورسيرا في 435 قبل الميلاد، والتي أغضبت الكورنثيين، الذين كانوا حلفاء إسبرطة. وُضعت أثينا موضع تنفيذ العقوبات التجارية ضد ميغارا حليف إسبرطة نظرا لمشاركتها في النزاع الكورنثي/الكورسيرى. في العام 432، هاجمت أثينا بوتيدايا، التي كانت حليفا مسجلا بل مستعمرة كورنثية. وقد دفعت هذه النزاعات الإسبرطيين إلى إعلان أن الأثينيين قد انتهكوا المعاهدة، معلنين بذلك الحرب. في هذه المرحلة كان سلام الثلاثون عامًا باطلًا وبدأت الحرب البيلوبونيسية الثانية المعروفة باسم الحرب البيلوبونيسية.